# Matt Turner
Matthew Charles "Matt" Turner (sinh ngày 24 tháng 6 năm 1994) là một cầu thủ bóng đá chuyên nghiệp người Mỹ, hiện đang thi đấu ở vị trí thủ môn cho câu lạc bộ Nottingham Forest tại Premier League và Đội tuyển bóng đá quốc gia Hoa Kỳ.

## Đầu đời
Sinh ra ở Park Ridge, New Jersey, Turner đã học tại trường trung học vùng Saint Joseph. Turner không chơi bóng đá cho đến năm 14 tuổi, ban đầu tham gia môn thể thao này để giữ dáng cho các môn thể thao của chính mình là bóng rổ và bóng chày. Anh mới bắt đầu chơi trong khung thành khi thủ môn khác duy nhất của đội sinh viên năm thứ nhất của anh bị chấn thương.
Turner đã dành toàn bộ sự nghiệp đại học của mình tại Đại học Fairfield. Anh có tổng cộng 39 lần ra sân cho Stags và kết thúc với 21 trận giữ sạch lưới. Anh được lên đội All-Metro Atlantic Athletic Conference trong mùa giải.
Anh cũng thi đấu ở Premier Development League cho Jersey Express, dẫn dắt đội bóng anh vào bán kết quốc gia PDL vào năm 2014.

## Sự nghiệp câu lạc bộ

### New England Revolution
Turner không được chọn ở mùa giải MLS SuperDraft 2016, nhưng anh vẫn ký hợp đồng chuyên nghiệp với câu lạc bộ New England Revolution ở Major League Soccer (MLS) vào ngày 3 tháng 3 năm 2016, sau khi thử việc thành công trước mùa giải. Ngày 29 tháng 4, anh gia nhập câu lạc bộ Richmond Kickers ở United Soccer League dưới dạng cho mượn và ra mắt chuyên nghiệp câu lạc bộ một ngày sau đó trong chiến thắng 1–0 trước Toronto FC II. Trong hai mùa giải cho mượn Richmond Kickers, Turner đã có 7 trận sạch lưới trong 27 lần ra sân.

#### Mùa giải 2018
Turner có trận ra mắt tại MLS ngày 3 tháng 3 năm 2018, trong trận mở màn mùa giải của Revolution gặp Philadelphia Union, thực hiện 4 pha cứu thua trong trận thua 0–2. Turner bắt chính cả 4 trận của New England mở màn mùa giải, ghi 1,25 bàn so với trung bình và 16 pha cứu thua trong suốt giai đoạn đó. Ngày 31 tháng 3 năm 2018, anh thực hiện 6 cứu thua và lập kỷ lục đầu tiên giữ sạch lưới ở MLS trong chiến thắng 2–0 tại Sân vận động BBVA trước Houston Dynamo FC. Đây là trận giữ sạch lưới đầu tiên mà Turner lập kỷ lục được kể từ ngày 24 tháng 8 năm 2016. Anh kỷ lục thêm 4 trận giữ sạch lưới trong mùa giải 2018.

#### Mùa giải 2019
Sau sự khởi đầu khó khăn cho mùa giải 2019, Turner tụt xuống thứ ba sau Cropper và Knighton, anh tái xuất với tư cách là người bắt chính cho đội bóng, có 5 trận giữ sạch lưới trong 20 trận bắt chính. Turner dẫn dắt New England Revolution đến trận playoff đầu tiên kể từ năm 2015. Anh bắt chính trong trận thua 0-1 trên sân khách trước Atlanta United FC ở vòng đầu tiên MLS Cup 2019. Turner kết thúc với tư cách là thủ môn xuất sắc nhất mùa giải MLS, xếp thứ 5 khi bỏ phiếu sau Vito Mannone, Bill Hamid, Sean Johnson và Brad Guzan.

#### Mùa giải 2020
Năm 2020, Turner đã có một mùa giải nổi bật và được đề cử vào danh sách thủ môn xuất sắc nhất mùa giải. Trong suốt mùa giải này, Turner bắt chính 22 trong số 23 trận, thành tích 8–7–8, lập kỷ lục mới của đội bóng về số bàn thua mỗi trận (1,08) (bao gồm 6 trận giữ sạch lưới), giúp đội bóng có lần thứ hai liên tiếp vào tới vòng play-off MLS Cup. Vào cuối mùa giải, Turner đứng thứ hai trong lịch sử Revs về tỷ lệ cứu thua và số bàn thua so với trung bình (1,36). Anh cũng kết thúc với tư cách là người dẫn đầu được xếp hạng trong số 10 thủ môn hàng đầu MLS về tỷ lệ cứu thua, số bàn thua so với mức trung bình và các pha cứu thua. Tỷ lệ cứu thua của anh là cao nhất so với bất kỳ thủ môn MLS nào kể từ đầu mùa giải 2019. Cuối cùng, anh kết thúc mùa giải năm 2020 trong cuộc bầu chọn thủ môn xuất sắc nhất của mùa giải MLS, sau Andre Blake.
Ở vòng 1 của playoffs MLS Cup 2020, Turner kỷ lục sạch lưới trước Philadelphia Union trong chiến thắng 2–0 của New England Revolution. Turner sau đó đã cản phá một quả đá phạt đền của Nani trong trận bán kết chiến thắng 3–1 trước Orlando City SC.

#### Mùa giải 2021
Turner tiếp tục thi đấu tốt trong suốt mùa giải 2021, ghi trung bình 1,25 bàn thua, tỷ lệ cứu thua 73,2 và 5 trận giữ sạch lưới trong 28 lần bắt chính. Ngày 22 tháng 11 năm 2021, anh được vinh danh là Thủ môn xuất sắc nhất của của mùa giải MLS. Anh là thủ môn đầu tiên trong lịch sử New England Revolution giành được vinh dự này. Trong mùa giải 2021, Turner được vinh danh là MLS All-Star Game 2021 sau khi thực hiện hai pha cản phá penalty trước Liga MX All-star vào ngày 25 tháng 8 năm 2021. Anh cũng lập kỷ lục cho câu lạc bộ với 17 trận thắng thường xuyên trong mùa giải này, đó là trận thắng nhiều nhất giải đấu.

### Arsenal
Ngày 11 tháng 2 năm 2022, có thông báo rằng Turner và câu lạc bộ Arsenal ở Premier League đồng ý một thỏa thuận cho phép anh chuyển đến câu lạc bộ thành London vào mùa hè năm 2022. Anh sẽ là bản hợp đồng mùa hè đầu tiên của Arsenal. Arsenal được cho là đã trả một khoản phí chuyển nhượng 6 triệu đô la và có khả năng tăng lên 10 triệu đô la. Ngày 27 tháng 6 năm 2022, Arsenal công bố Turner là tân binh theo hợp đồng dài hạn. Turner được trao chiếc áo số 30.
Ngày 8 tháng 9 năm 2022, Turner bắt chính trận đấu gặp FC Zürich ở vòng bảng Europa League 2022–23, trận đấu mà Arsenal giành chiến thắng với tỷ số 2-1. Ngày 6 tháng 10, Turner lập kỷ lục đầu tiên giữ sạch lưới cho đội bóng anh trong chiến thắng 3–0 trước Bodø/Glimt tại sân vận động Emirates trong trận đấu tiếp của Europa League.
Sau đó, Turner tiếp tục kỷ lục sạch lưới liên tiếp trong các trận thắng tiếp ở vòng Europa League trước Bodø/Glimt và PSV Eindhoven. Màn trình diễn cũ, chiến thắng 1–0 trên sân khách tại Aspmyra Stadion vào ngày 13 tháng 10, đã thu hút sự khen ngợi từ HLV Mikel Arteta.

## Sự nghiệp quốc tế
Turner có trận ra mắt quốc tế vào ngày 31 tháng 1 năm 2021, cho đội tuyển quốc gia Hoa Kỳ gặp Trinidad và Tobago trong trận giao hữu. Turner đã lập kỷ lục giữ sạch lưới, cứu một quả phạt đền của Alvin Jones.
Turner bắt chính trong tất cả 6 trận đấu cho Hoa Kỳ tại Cúp Vàng CONCACAF 2021. Anh lập kỷ lục 5 trận giữ sạch lưới, trong đó có 1 trận chung kết chiến thắng 1–0 trước México. Với màn trình diễn, Turner được trao giải "Thủ môn xuất sắc nhất của giải đấu".

## Đời sống cá nhân
Turner và cha của anh đều có hộ chiếu Litva năm 2020; bà cố nội của Turner đã chạy trốn khỏi cuộc đàn áp tôn giáo trong Thế chiến II, và di cư khỏi Litva. Gia đình của cha anh là người Do Thái và dòng họ được Anh hoá sang họ Turner khi nhập cư, trong khi gia đình mẹ anh là người Công giáo.

## Thống kê sự nghiệp

### Câu lạc bộ
Tính đến 20 tháng 10 năm 2022
| Câu lạc bộ              | Mùa giải            | Giải đấu            | Giải đấu | Giải đấu | Cúp Quốc gia | Cúp Quốc gia | Cúp Liên đoàn | Cúp Liên đoàn | Châu lục | Châu lục | Khác | Khác | Tổng cộng | Tổng cộng |
| Câu lạc bộ              | Mùa giải            | Hạng                | Trận     | Bàn      | Trận         | Bàn          | Trận          | Bàn           | Trận     | Bàn      | Trận | Bàn  | Trận      | Bàn       |
| ----------------------- | ------------------- | ------------------- | -------- | -------- | ------------ | ------------ | ------------- | ------------- | -------- | -------- | ---- | ---- | --------- | --------- |
| Richmond Kickers (mượn) | 2016                | USL                 | 7        | 0        | —            | —            | —             | —             | —        | —        | —    | —    | 7         | 0         |
| Richmond Kickers (mượn) | 2017                | USL                 | 20       | 0        | —            | —            | —             | —             | —        | —        | —    | —    | 20        | 0         |
| Richmond Kickers (mượn) | Tổng cộng           | Tổng cộng           | 27       | 0        | —            | —            | —             | —             | —        | —        | —    | —    | 27        | 0         |
| New England Revolution  | 2018                | MLS                 | 27       | 0        | —            | —            | —             | —             | —        | —        | —    | —    | 27        | 0         |
| New England Revolution  | 2019                | MLS                 | 20       | 0        | 2            | 0            | —             | —             | —        | —        | 1    | 0    | 23        | 0         |
| New England Revolution  | 2020                | MLS                 | 22       | 0        | —            | —            | —             | —             | —        | —        | 5    | 0    | 27        | 0         |
| New England Revolution  | 2021                | MLS                 | 28       | 0        | —            | —            | —             | —             | —        | —        | 1    | 0    | 29        | 0         |
| New England Revolution  | 2022                | MLS                 | 5        | 0        | —            | —            | —             | —             | —        | —        | —    | —    | 5         | 0         |
| New England Revolution  | Tổng cộng           | Tổng cộng           | 102      | 0        | 2            | 0            | —             | —             | —        | —        | 7    | 0    | 111       | 0         |
| Arsenal                 | 2022–23             | Premier League      | 0        | 0        | 0            | 0            | 0             | 0             | 4        | 0        | —    | —    | 4         | 0         |
| Tổng cộng sự nghiệp     | Tổng cộng sự nghiệp | Tổng cộng sự nghiệp | 129      | 0        | 2            | 0            | 0             | 0             | 4        | 0        | 7    | 0    | 142       | 0         |

1. 1 2  Ra sân tại MLS Cup Playoffs
2. ↑  4 lần ra sân tại MLS Cup Playoffs, 1 lần ra sân tại MLS is Back Tournament knockout stage
3. ↑  Ra sân tại UEFA Europa League

### Đội tuyển quốc gia
Tính đến 3 tháng 12 năm 2022
| Đội tuyển quốc gia | Năm       | Trận | Bàn |
| ------------------ | --------- | ---- | --- |
| Hoa Kỳ             | 2021      | 13   | 0   |
| Hoa Kỳ             | 2022      | 11   | 0   |
| Tổng cộng          | Tổng cộng | 24   | 0   |

## Danh hiệu
New England Revolution
- Supporters' Shield: 2021

Arsenal
- FA Community Shield: 2023[36]

Hoa Kỳ
- CONCACAF Nations League: 2022–23,[37] 2023–24
- CONCACAF Gold Cup: 2021[38]

Cá nhân
- Găng tay vàng Cúp Vàng CONCACAF: 2021[39]
- Đội hình tiêu biểu Cúp Vàng CONCACAF: 2021[40]
- MLS All-Star: 2021[41]
- MLS All-Star Game MVP: 2021
- Thủ môn xuất sắc nhất mùa giải MLS: 2021
- Đội hình tiêu biểu mùa giải MLS: 2021